# Yoshihisa Taïra
Yoshihisa Taïra (Tòquio, Japó, 3 de juny de 1937- París, França, 13 de març de 2005) fou un compositor japonès. Va estudiar a Tòquio i més tard al Conservatori de París amb André Jolivet, Henri Dutilleux i Olivier Messiaen. Va compondre sobretot per a flauta, arpa i percussió, però també per a orquestra i per a diversos grups de cambra. Va ser professor de composició a París fins al final de la seva vida, on va tenir entre d'altres alumnes l'aragonès José Manuel Montañés. Va guanyar el Premi Lili Boulanger (1971), el Gran Premi de Composició de la SACEM (1974) i el Premi Florent Schmidt de l'Acadèmia de Belles Arts de París (1985). Rebé encàrrecs d'institucions com ara l'Ensemble Intercontemporain o l'Orquestra Nacional de França, i també de festivals, entre els quals els de Metz, Avinyó, Amsterdam i Tanglewood.